# Аким-Сергеевка
Аким-Сергеевка — посёлок в Зубово-Полянском районе Мордовии России. Входит в состав Нововыселского сельского поселения.

## История
Посёлок Аким-Сергеевка основан в 1928 году переселенцами из села Новые Выселки.
Так же Аким-Сергеевку называют «Боцень гужа», что в переводе с мокшанского языка означает «нищий угол», потому что из села Новые-Выселки уехал бедный слой населения с целью заработать, так как в Аким-Сергеевке давали больше земли, а ещё одно название посёлка- «Пичеевка» или «Пичевиле», в переводе с мокшанского языка означают «Сосновая деревня», это потому что по середине села росла сосна в три обхвата, и её обозначали на топографических картах, как ориентир (сосна высохла в результате пожара в 80-х годах).
Посёлок Аким-Сергеевка назван по именам первопоселенцев Акима Кинякина и Сергея Кузнецова.

## Население
| 2002 | 2010 |
| ---- | ---- |
| 418  | ↗472 |

Национальный состав
Согласно результатам Всероссийской переписи населения 2002 года, в национальной структуре населения мордва-мокша составляли 92 %.